# Platzl (München)
Als Platzl wird in München sowohl die platzähnlich erweiterte Straße nordöstlich des Marienplatzes wie auch die ehemals dort gelegene gleichnamige Gast- und Theaterstätte bezeichnet.

## Straße und Anlieger
Der altmünchner Straßenname Platzl besteht an dieser Stelle seit mindestens 1780. Er bezeichnet die platzartige Erweiterung der dort endenden nördlichen Orlandostraße. Im Zeitraum von 1368 bis zum Jahr 1805 wurde dieser Platz in den Münchner Steuer- und Gerichtsbüchern auch mit Graggenau bezeichnet. Das berühmteste Gebäude am Platzl ist das Hofbräuhaus. In unmittelbarer Nähe davon gruppieren sich weitere Lokalitäten wie Alfons Schuhbecks Südtiroler Stuben (geschlossen), das Platzl Hotel, der Dubliner Irish Pub und das Hard Rock Cafe München.

## Theater am Platzl
Das Theater am Platzl bot von 1901 bis zu seiner Schließung im Jahr 1995 vor allem Volkssängern eine Bühne.
Direktoren in der 98-jährigen Geschichte waren so bekannte Originale wie der Weiß Ferdl, Michl Lang und danach Ludwig Schmid-Wildy.
Von September 1995 bis Juni 1997 befand sich dort Platzl‘s Theaterie als eines der ersten Dinner & Show Theater Deutschlands.

## Gebäudegruppe Platzl 2–3
Die Häuser Platzl 2 und 3 stellen selten gewordene Beispiele für Altmünchener Bürgerhäuser dar. Teilweise sind noch Reste aus dem Mittelalter erhalten (Vordergebäude Platzl 3). Hauptbauphasen sind die Renaissance (Vorderhaus Platzl 2, um 1565) und der Barock (Platzl 2, Mittelgebäude, Mitte 17. Jh., Rückgebäude erste Hälfte 18. Jh.; Mittelgebäude Platz 3, Aufstockung Vorderhaus Platzl 3 um 1700). 1987/88 wurde die Hausgruppe unter starken Verlusten an historischer Substanz saniert (Architekten Wolfgang Brückner und Georg Gussmann) und eine ausführliche Bauuntersuchung vorgenommen. Heute erschließen Passagen die Innenhöfe.

## Orlando-Haus
Das reich verzierte, fünfstöckige Orlando-Haus wurde 1900 fertiggestellt und befindet sich nördlich des Platzes. Im Erdgeschoss befindet sich eine Arkade.

## Studentenverbindungen
Seit dem 19. Jahrhundert sind Schlagende Verbindungen am Platzl beheimatet. So waren beziehungsweise sind die Corps Bavaria, Corps Makaria, Corps Franconia, Corps Rheno-Palatia, Corps Hercynia, Corps Vitruvia, Corps Cisaria ebenso wie die Burschenschaft Rhenania am Platzl heimisch. Heute sind von den aufgezählten Verbindungen noch das Kösener Corps Rheno-Palatia sowie die beiden Weinheimer Corps Vitruvia und Cisaria am Platzl vertreten. Alle genannten Corps bestehen bis heute und sind Mitglieder des Münchner Senioren-Convents (MSC), wobei Franconia und Bavaria nach Bogenhausen zogen und Makaria ein Haus in Schwabing ihr eigen nennt, Hercynia fusionierte 2015 mit dem Corps Arminia München. Die Burschenschaft Rhenania fusionierte mit der Burschenschaft Arminia zur Münchener Burschenschaft Arminia-Rhenania und hat ihren Sitz mittlerweile in Bogenhausen.